# Исаченко, Татьяна Иосифовна
Татьяна Иосифовна Исаченко (21 августа 1922, Старая Русса, Новгородская губерния — 15 января 2016) — выдающийся ученый, геоботаник-картограф.

## Биография
В 1940 году Исаченко Т. И. поступила на географический факультет Ленинградского государственного университета на кафедру ботанической географии. Работала на строительстве оборонительных сооружений, пережила блокаду, потеряв своих близких.
В 1947 году окончила университет.
В 1951 году защитила диссертацию на тему «Взаимоотношения между древесно-кустарниковой и травянистой растительностью в степных лесопосадках».
В 1951 году Татьяна Иосифовна стала сотрудницей сектора географии и картографии растительности Отдела геоботаники БИН АН СССР. Работала она под руководством В. Б. Сочавы.
Была неизменным редактором ежегодника «Геоботаническое картографирование».
Татьяна Иосифовна выполняла обязанности заместителя заведующего Лабораторией географии и картографии растительности БИН.
Награждена орденом «Знак Почета».
Похоронена на Богословском кладбище Санкт-Петербурга.

## Научная деятельность
С 1948 по 1952 год провела свои первые полевые исследования, участвуя в работе Комплексной экспедиции АН СССР по вопросам полезащитного лесоразведения.
В 1957 году Исаченко Т.А активно включилась в работы Амурской комплексной экспедиции СОПС АН СССР.
С 1960 года начала составлять крупномасштабные карты.
В 1963 году Татьяна Иосифовна выполнила очень важные исследования на степном стационаре Института географии Сибири и Дальнего Востока в Борзинском р-не Читинской области (юго-восточное Забайкалье).
В 1960-е годы и последующие десятилетия усилия Исаченко Т.А были направлены на составление «Карты растительности европейской части СССР».
В 1970 г. были разработаны принципы и подходы к созданию этой карты и создан проект легенды к ней.
В 1975 году был опубликован полный проект легенды, включающий и территорию Закавказья.
Работы Исаченко Т. И. внесли серьёзный вклад в теорию и методику геоботанического картографирования.
Значительный вклад Татьяна Иосифовна внесла в создание карт растительности для региональных Атласов. Она составила карты Московской, Ленинградской , Новгородской областей (в соавт. с Г. Д Катениной) и Ярославской обл. (в соавт. с В. К. Богачевым).
Исаченко Т.А разработала курс «Картографирование растительности» и читала его на кафедре ботанической географии Географического факультета ЛГУ.

### Научные труды
- 1950. Взаимоотношения между древесно-кустарниковой и травянистой растительностью в степных лесопосадках: Автореф. дис. канд. геогр. наук. Л. 22 с. Зацелинение искусственных древесно-кустарниковых насаждений на Ергенях // Тр. БИН им. В. Л. Комарова 156 Потери науки АН СССР. Сер. 3. Геоботаника. Вып. 8. С. 20-39. (Совместно с Ф. Я. Левиной).
- О естественном расселении древесно-кустарниковых пород в Каменной Степи // Бот. журн. Т. 35. № 3. С. 233—246
- 1953. Зацелинение искусственных древесно-кустарниковых насаждений на Ергенях (с. Заветное) // Тр. компл. науч. эксп. по вопр. полезащитного лесоразведения. М.: Изд-во АН СССР. Т. 2. № 7. С. 125—148. (Совместно с Ф. Я. Левиной).
- Некоторые данные о взаимоотношении корневых систем древесной и травянистой растительности // Там же. С. 149—169.
- Общие черты географического распространения лесной растительности Западно-Сибирской низменности (с обзорной мелкомасштабной геоботанической картой) // Изв. ВГО. Т. 85. № 2. С. 125—138. (Совместно с В. Б. Сочавой, А. Н. Лукичевой).
- 1954. Геоботаническая карта СССР. М. 1 : 4 000 000 / Под ред. Е. М. Лавренко, В. Б. Сочавы. М.: ГУГК. 8 листов. (Совместно с Б. Н. Городковым, Е. М. Лавренко, А. Н. Лукичевой, Л. Е. Родиным, Н. И. Рубцовым, А. М. Семеновой-Тян-Шанской, В. Б. Сочавой).
- Травяной покров в лесных посадках Каменной Степи Воронежской области // Тр. БИН им. В. Л. Комарова АН СССР. Сер. 3. Геоботаника. Вып. 9. С. 330—341.
- 1955. Карта растительности СССР (для ВУЗов). М. 1 : 4 000 000. Минск: ГУГК. 8 листов. (Совместно с А. Н. Лукичевой, В. Б. Сочавой).
- 1956. Березовые и осиновые леса // Растительный покров СССР. Поясн. текст к «Геоботанической карте СССР» м. 1 : 4 000 000. М., Л.: Изд-во АН СССР. Т. 1. С. 319—345. (Совместно с А. Н. Лукичевой).
- Сельскохозяйственные земли на месте лесов // Растительный покров СССР. Поясн. текст к «Геоботанической карте СССР» м. 1 : 4 000 000. М., Л.: Изд-во АН СССР. Т. 1. С. 441—460. (Совместно с Ф. X. Бахтеевым)
- 4 000 000 s. Leningrad: Academy of Sciences of the USSR Press. 16 p. (Совместно с Б. Н. Городковым, Е. М. Лавренко, А. Н. Лукичевой, Л. Е. Родиным, Н. И. Рубцовым, А. М. Семеновой-Тян-Шанской и В. Б. Сочавой). (На англ. яз.).
- 1957. О лесостепи в Северном Казахстане // Бот. журн. Т. 42. № 5. С. 677—690. (Совместно с И. В. Борисовой, Е. И. Рачковской).
- Основные ботанико-географические закономерности растительного покрова Северного Казахстана. (С обзорной геоботанической картой) // Изв. ВГО. Т. 89. № 4. С. 308—321. (Совместно с И. В. Борисовой, Е. И. Рачковской).
- 1958. Работы Ботанического института им. В. Л. Комарова в бассейне Амура в 1957 г. // Бот. журн. Т. 43. № 7. С. 1069—1075. (Совместно с В. В. Липатовой, В. Б. Сочавой).
- 1959. Некоторые вопросы геоботаники СССР // Вестн. Ун-та им. Сун-Ят-сена (сер. естеств. наук), «Гео- графический сборник». С. 1-5. (На кит. яз.).
- 1960. Зональное разделение Советской Прибалтики на основе среднемасштабной геоботанической карты // Бот. журн. Т. 45. № 6. С. 795—804. (Совместно с В. Б. Соча- вой, А. С. Карпенко).
- Карта растительности Северного Казахстана. М. 1 : 1 500 000 // Природное районирование Северного Казахстана. М.; Л.: Изд-во АН СССР. (Совместно с И. В. Борисовой, Е. И. Рачковской, А. В. Калининой, З. В. Карамышевой, Е. М. Лавренко).
- Опыт составления карты растительности Северного Казахстана // Бот. журн. Т. 45. № 5. С. 703—706. (Совместно с И. В. Борисовой, А. В. Калининой, 3. В. Карамышевой, Е. И. Рачковской).
- Принципы и методы генерализации при составлении карт крупного, среднего и мелкого масштабов (на основе опыта картирования растительности бассейна Амура) // Картография растительного покрова: Тез. докл. на совещ. по вопр. картографирования растительности. М. С. 17-22.
- Природное районирование Акмолинской области // Природное районирование Северного Казахстана. М.; Л.: Изд-во АН СССР. Ч. 5. С. 327—372. (Совместно с С. П. Кушевым, В. А. Арефьевой, Н. П. Затенацкой и др.).
- Природное районирование Кокчетавской области // Природное районирование Северного Казахстана. М.; Л.: Изд-во АН СССР. Ч. 4. С. 279—319. (Совместно с С. П. Кушевым, В. А. Арефьевой, Н. П. Затенацкой и др.).
- Les nouvelles données sur la géographie de la végétation des pays baltes de 1’URSS // XIX Congrés international de géographie. Abstracts of Papers. Stockholm. P. 273. (Совместно с В. Б. Сочавой). (На франц. яз.).
- 1961. Карта растительности Советской Прибалтики. М. 1 : 600 000. М.: Изд-во АН СССР. 4 листа. (Совместно с В. Б. Сочавой).
- Новые данные по географии растительного покрова Прибалтийских территорий СССР // 19-й Международный географический конгресс в Стокгольме / АН СССР, Нац. комитет сов. геогр. М. С. 208—213. (Совместно с В. Б. Сочавой).
- Основные зональные типы степей Северного Казахстана // Растительность степей Северного Казахстана. М.; Л.: Изд-во АН СССР. С. 133—397. (Тр. БИН им. В. Л. Комарова АН СССР. Сер. 3. Геоботаника. Вып. 13.) (Совместно с Е. И. Рачковской).
- Пояснительный текст к карте растительности Северного Казахстана м. 1 : 1 500 000 // Пояснительный текст к картам геоморфологической, растительности и природного районирования Целинного края Северного Казахстана (с 3 картами). М.: Изд-во АН СССР. С. 23-47. (Совместно с И. В. Борисовой, А. В. Калининой, 3. В. Карамышевой и Е. И. Рачковской).
- Растительность мелкосопочника Северного Казахстана // Растительность степей Северного Казахстана. М.; Л.: Изд-во АН СССР. С. 444—463. (Тр. БИН им. В. Л. Комарова АН СССР. Сер. 3. Геоботаника. Вып. 13).
- Список основных растений Северного Казахстана по жизненным формам и эколого-фитоценотическим группам // Там же. С. 487—514. (Совместно с И. В. Борисовой, А. В. Калининой, 3. В. Карамышевой и Е. И. Рачковской).
- 1962. Принципы и методы генерализации при составлении геоботанических карт крупного, среднего и мелкого масштабов (с цветной картой) // Принципы и методы геоботанического картографирования. М.; Л.: Изд-во АН СССР. С. 28-46.
- 1963. К итогам Совещания по атласам природных условий и естественных ресурсов республик и экономических районов СССР // Изв. ВГО. Т. 95. № 3. С. 293—294. (Совместно с А. Г. Исаченко).
- (Рец.) Новые карты растительности в советских республиканских атласах // Геоботаническое картографирование 1963. М.; Л.: Изд-во АН СССР. С. 51-56.
- 1964. Изучение динамики растительности юго-восточного Забайкалья в связи с крупномасштабным геоботаническим картированием // Программа и тез. докл. науч. конф., посвящ. 100-летию со дня рождения проф. Н. И. Кузнецова. Тарту. С. 38-40.
- И. Кузнецова. Тарту. С. 38-40. (Рец.) Карта растительности Дагестанской ССР // Геоботаническое картографирование 1964. М.; Л.: Наука. С. 88-93.
- Карта растительности Московской области. М. 1 : 1 500 000 // Атлас Московской области. М.: ГУГК. С. 17. (Совместно с Г. Д. Катениной).
- Карта растительности Ярославской области. М. 1 : 1 500 000 // Атлас Ярославской области. М.: ГУГК. С. 15. (Совместно с В. К. Богачевым).
- Некоторые вопросы методики среднемасштабного геоботанического картирования // Геоботаническое картографирование 1964. М.; Л.: Наука. С. 16-26.
- О новых картах растительности для атласов природных условий и естественных ресурсов республик и экономических районов // Там же. С. 45-51.
- 1965. Виктор Борисович Сочава (к 60-летию со дня рождения) // Бот. журн. Т. 50. № 6. С. 880—893. (Совместно с С. А. Грибовой, А. С. Карпенко, В. В. Липатовой).
- Геоботанические карты и их значение в народном хозяйстве // Буклет к Выставке достижений народного хозяйства СССР. М. (Совместно с С. А. Грибовой).
- Карты растительности в республиканских и областных атласах // Геоботаническое картографирование 1965. М.; Л.: Наука. С. 68-75.
- Межвузовская конференция по геоботаническому районированию СССР // Бот. журн. Т. 50. № 7. С. 1038—1042. (Совместно с 3. В. Карамышевой, Е. И. Рачковской).
- Опыт картографирования динамики степной растительности (на примере крупномасштабного картирования ключевого участка в Онон-Аргунской степи) // Геоботаническое картографирование 1965. М.; Л.: Наука. С. 11-23.
- Основные задачи геоботанической картографии на современном этапе // Проблемы современной ботаники. М.; Л.: Наука. Т. 1. С. 221—225. (Совместно с С. А. Грибовой).
- Растительность Амуро-Зейского междуречья // Сибирский географический сборник. М.; Л.: Наука. Вып. 4. С. 84-151.
- 1966. «Геоботаническое картографирование». Опыт издания ежегодного сборника по специализированному картографированию // II науч.-техн. конф. по картографии. 26-29 янв. 1966 г. Л. С. 17-23.
- Изучение и картографирование структуры растительного покрова // Тез. докл. совещ., посвящ. итогам геоботанического картографирования и районирования Латвийской ССР. Рига. С. 5.
- Карта растительности Азербайджанской ССР (современный покров) // Геоботаническое картографирование 1966. М.; Л.: Наука. С. 85-86.
- Межвузовская конференция по геоботаническому районированию СССР // Там же. С. 65-70. (Совместно с З. В. Карамышевой, Е. И. Рачковской).
- О «Карте растительности СССР м. 1 : 2 500 000» // Там же. С. 18-26. (Совместно с С. А. Грибовой, А. С. Карпенко, А. А. Юнатовым).
- 1967. Карта растительности. М.: 1 : 1 500 000 // Атлас Ленинградской области. М.: ГУГК. С. 32-33. (Совместно с Г. Д. Катениной).
- О картографировании серийных и микропоясных рядов в долинах и озерных котловинах (на примере р. Шарасун и оз. Большой Чандант Читинской области юго-восточного Забайкалья) // Геоботаническое картографирование 1967. Л.: Наука. С. 42-55.
- 1968. Совещание, посвященное итогам геоботанического картографирования и районирования в Латвийской ССР // Геоботаническое картографирование 1968. Л.: Наука. С. 64-67.
- 1969. К 50-летию кафедры биогеографии Ленинградского государственного университета // Бот. журн. Т. 54. № 5. С. 812—815. (Совместно с 3. В. Карамышевой).
- Памяти Антонины Николаевны Лукичевой // Бот. журн. Т. 54. № 12. С. 2002—2007. (Совместно с Б. В. Виноградовым, И. В. Грушвицким, А. С. Карпенко и В. В. Липатовой).
- Сложение растительного покрова и картографирование // Геоботаническое картографирование 1969. Л.: Наука. С. 20-33.
- 1970. Ботанические карты // БСЭ. (3-е изд.). М. Т. 2. С. 598.
- Карта растительности СССР м. 1 : 2 500 000 (принципы, методы, состояние работы по европейской части страны) // Бот. журн. Т. 55. № 11. С. 634—642. (Совместно с А. А. Гербихом, С. А. Грибовой, А. С. Карпенко, Е. М. Лавренко, В. В. Липатовой и Т. К. Юрковской).
- Легенда к карте растительности европейской части СССР м. 1 : 2 500 000 в пределах Восточно-Европейской равнины // Бот. журн. Т. 55. № 11. С. 648—662. (Совместно с С. А. Грибовой, А. С. Карпенко, Е. М. Лавренко, В. В. Липатовой и Т. К. Юрковской).
- Принципы показа динамики растительности на крупномасштабных картах // Крупномасштабное картографирование растительности. Новосибирск: Наука. C. 66-76. (Совместно с С. А. Грибовой, А. С. Карпенко).
- 1971. Значение карт растительности для создания оценочных карт природных условий и растительных ресурсов // Тез. докл. IV конф. по прикладной картографии. С. 18-20. (Совместно с С. А. Грибовой).
- (Рец.) Карта растительности Белорусской ССР // Геоботаническое картографирование 1971. Л.: Наука. С. 67-70.
- 1972. Картирование растительности в съемочных масштабах // Полевая геоботаника. Л.: Наука. Т. 4. С. 137—330. (Совместно с С. А. Грибовой).
- О зональных границах на «Карте растительности европейской части СССР м. 1 : 2 500 000» // Геоботаническое картографирование 1972. Л.: Наука. С. 18-27. (Совместно с С. А. Грибовой, А. С. Карпенко).
- 1973. Значение карт растительности для создания оценочных карт природных условий и растительных ресурсов // Оценочное картографирование. Л.: Изд-во ЛГУ. С. 34-39. (Совместно с С. А. Грибовой).
- (Рец.) Карты растительности в республиканских и областных атласах // Геоботаническое картографирование 1973. Л.: Наука. С. 61-66.
- Основные типы сочетаний растительности Мещеры и отражение их на карте // Там же. С. 3-16. (Совместно с Т. К. Юрковской).
- 1974. Развитие геоботанического картографирования в Отделе геоботаники Ботанического института им. В. Л. Комарова АН СССР за 50 лет // Геоботаническое картографирование 1974. Л.: Наука. С. 11-23.
- 1975. Карта растительности европейской части СССР. М. 1 : 1 000 000, лист О-36. М.: ГУГК. (Совместно с С. А. Грибовой, А. С. Карпенко, Г. Д. Катениной, В. В. Липатовой и Т. К. Юрковской).
- Карта растительности европейской части СССР. М. 1 : 1 000 000, лист О-37. М.: ГУГК. (Совместно с С. А. Грибовой, Г. Д. Катениной, В. В. Липатовой и Т. К. Юрковской, Т. Г. Абрамовой, В. К. Богачевым).
- Картографирование растительности // Буклет к Выставке достижений народного хозяйства СССР. Л. (Совместно с А. С. Карпенко).
- Растительность европейской части СССР и Закавказья (Проект легенды обзорной «Карты растительности европейской части СССР») // Геоботаническое картографирование 1975. Л.: Наука. С. 3-58. (Совместно с С. А. Грибовой, А. С. Карпенко, Е. М. Лавренко, В. В. Липатовой, Н. П. Литвиновой, И. Т. Федоровой, Т. К. Юрковской).
- Растительность Урала на новой геоботанической карте // Бот. журн. Т. 60. № 10. С. 1385—1400. (Совместно с П. Л. Горчаковским, С. А. Грибовой, А. С. Карпенко, Н. Н. Никоновой, Т. В. Фамелис, И. Т. Федоровой, М. И. Шарафутдиновым).
- Systematization of vegetation of Eastern Europe and Transcaucasus for mapping purposes // Abstracts of the papers presented at the XII International Botanical congress. July 3-10. Leningrad. P. 147. (Совместно с С. А. Грибовой, А. С. Карпенко, Е. М. Лавренко).
- 1976. Геоботаническая карта нечернозёмной зоны РСФСР. М. 1 : 1 500 000. М.: ГУГК. 4 листа. (Совместно с С. А. Грибовой, А. С. Карпенко, Г. Д. Катениной, В. В. Липатовой, Т. К. Юрковской).
- Геоботаническое картографирование в СССР // VIII Междунар. картогр. конференция. М. С. 1-10. (Совместно с С. А. Грибовой, А. С. Карпенко, Е. М. Лавренко, В. В. Липатовой, Т. К. Юрковской).
- Зональное и провинциальное ботанико-географическое разделение европейской части СССР // Изв. ВГО. Т. 108. № 6. С. 469—483. (Совместно с Е. М. Лавренко).
- Синтетическое картографирование природных объектов // Синтез в картографии. М.: Изд-во МГУ. С. 28-38. (Совместно с А. Г. Исаченко).
- Систематизация подразделений растительности Восточной Европы и Закавказья в целях картографирования // Геоботаническое картографирование 1976. Л.: Наука. С. 36-44. (Совместно с С. А. Грибовой, А. С. Карпенко, Е. М. Лавренко).
- La cartographie géobotanique en URSS // Le comité National des cartographes de I’URSS. Moscou. 8 p. (Совместно с С. А. Грибовой, А. С. Карпенко, Т. К. Юрковской).
- 1977. Карта «Растительность СССР» // БСЭ. 3-е изд. Т. 24. Кн. 2. С. 56-57. (Совместно с С. А. Грибовой).
- Опыт картирования растительности Карелии в крупном и среднем масштабах // Тез. докл. V Всесоюз. совещ. по классификации растительности. Новосибирск. С. 27-30. (Совместно с Т. К. Юрковской).
- Провинциальное расчленение таёжной (хвойнолесной) области в пределах европейской части СССР и Урала // Проблемы экологии, геоботаники, ботанической географии и флористики. Л.: Наука. С. 47-58.
- 1978. Геоботанические границы на мелкомасштабных картах и факторы, их обусловливающие // Геоботаническое картографирование 1978. Л.: Наука. С. 12- 22..
- Карта растительности СССР. М. 1 : 25 000 000 // Детская энциклопедия. М.: Сов. энциклопедия. Т. 9. (Совместно с С. А. Грибовой).
- Карты окружающей среды // Картография. Итоги науки. М.: Изд-во ВИНИТИ. Т. 8. С. 58-78. (Совместно с А. Г. Исаченко).
- 1979. Карта растительности европейской части СССР. М. 1 : 2 500 000. М.: ГУГК. 6 листов. (Совместно с С. А. Грибовой, Е. М. Лавренко, А. С. Карпенко, В. В. Липатовой, Т. К. Юрковской, А. А. Гербихом, Г. Д. Катениной).
- (Рец.) К выходу в свет среднемасштабной карты растительности Белорусской ССР // Геоботаническое картографирование 1979. Л.: Наука. С. 58-60.
- Современные карты растительности и их значение для сельского хозяйства // Изв. АН СССР. Сер. биол. № 6. С. 805—817. (Совместно с С. А. Грибовой, Е. М. Лавренко).
- Сосновые леса южной части таёжной и широколиственнолесной областей европейской части СССР: география и картография // Геоботаническое картографирование 1979. Л.: Наука. С. 38-45. (Совместно с С. А. Грибовой).
- 1980. Ботанико-географическое районирование // Растительность европейской части СССР. Л.: Наука. С. 10-20. (Совместно с Е. М. Лавренко).
- Восточноевропейские широколиственные леса // Там же. С. 166—178.
- Евгений Михайлович Лавренко: К 80-летию со дня рождения и 60-летию научной деятельности // Бот. журн. Т. 65. № 3. С. 436—442. (Совместно с Р. В. Камелиным, З. В. Карамышевой).
- К итогам Первого международного совещания по «Карте растительности Европы» // Геоботаническое картографирование 1980. Л.: Наука. С. 52-68. (Совместно с С. А. Грибовой).
- Растительность европейской части России. Л.: Наука. 426 с. (Ред., совместно с С. А. Грибовой, Е. М. Лавренко).
- Роль В. Б. Сочавы в развитии геоботанического картографирования // Геоботаническое картографирование 1980. Л.: Наука С. 3-10. (Совместно с С. А. Грибовой).
- Темнохвойные леса и редколесья, широколиственнотемнохвойные леса // Растительность европейской части СССР. Л.: Наука. С. 70-116.
- A new project of vegetation mapping of Europe (a contribution of Central and East European countries) // Abstract of JUBS international symposium of small scale vegetation mapping. Grenoble. 2 p. (Совместно с Е. М. Лавренко, С. А. Грибовой, Р. Нейхейcлом).
- Pfl anzedecke der UdSSR und Transkaukasiens. (Ein fragment der legende zur ubersichts karts der vegetation des europâischen teils der UdSSR) // Folia geobot. et phytotax. Praha. Vol. 15. P. 165—171. (Совместно с Е. М. Лавренко, С. А. Грибовой).
- 1981. Обобщающий теоретический труд по геоботаническому картографированию // География и природные ресурсы. Новосибирск: Наука. № 1. С. 194—197.
- A new project of vegetation map of Europe. A contribution of Central and East European countries // Doc. cartogr. ecol. Vol. 2. P. 7-9. (Совместно с Е. М. Лавренко, С. А. Грибовой, Р. Нейхейcлом).
- 1982. Карта растительности Новгородской области. М. 1 : 1 500 000 // Атлас Новгородской области. М.: ГУГК. С. 17. (Совместно с Г. Д. Катениной).
- 1983. Развитие геоботанического картографирования в Ботаническом институте им. В. Л. Комарова АН СССР // Геоботаническое картографирование 1983. Л.: Наука. С. 3-18. (Совместно с 3. В. Карамышевой).
- 1984. Карта растительности европейской части СССР м. 1 : 2 000 000 для высшей школы // Геоботаническое картографирование 1984. Л.: Наука. С. 3-9. (Совместно с С. А. Грибовой, Т. В. Котовой, В. В. Липатовой и Т. К. Юрковской).
- Карта растительности СССР м. 1 : 16 000 000 // Атлас СССР. М.: ГУГК. С. 108—109. (Совместно с С. А. Грибо- вой, Г. Д. Катениной, 3. В. Карамышевой, Т. В. Котовой, И. Н. Сафроновой).
- Vegetation map of European countries — members of the CMEA. Experience of international cooperation // Materials of 12-th Int. cartogr. conf. Vol. 2. P. 803—804. Pert (Australia). (Совместно с С. А. Грибовой, 3. В. Карамышевой, В. В. Липатовой).
- 1985. Карта растительности европейских стран — членов СЭВ. Общие положения. Легенда // Геоботаническое картографирование 1985. Л.: Наука. С. 7-34. (Совместно с И. Бондевым, А. Борхиди, Г. Гофманом, С. А. Грибовой, А. Г. Долухановым, Н. Доница, З. В. Карамышевой, Е. М. Лавренко, В. В. Липатовой, В. Матушкевичем, Я. Михалко, Я. Моравец, Г. Ш. Нахуцришвили, Р. Ней- хейслом, К. Рыбничком, И. Н. Сафроновой, Ю. Р. ШелягСосонко, Х. Шлютером, Т. К. Юрковской).
- Растительность тайги на новой геоботанической карте СССР для вузов // Тематическое картографирование на службе народного хозяйства. М. С. 73-86. (Совместно с А. В. Беловым, С. А. Грибовой, И. С. Ильиной).
- 1986. Новая обзорная карта растительности СССР // Геоботаническое картографирование 1986. Л. С. 3-13. (Совместно с А. В. Беловым, С. А. Грибовой, И. С. Ильиной, Н. М. Калиберновой, З. В. Карамышевой, Г. Д. Катениной, Т. В. Котовой, Г. М. Ладыгиной, В. В. Липатовой, Н. П. Литвиновой, Н. И. Никольской, Р. И. Рачковской, И. Н. Сафроновой, Т. К. Юрковской).
- 1987. Карта растительности европейской части СССР и Кавказа для высшей школы. М. 1:2 000 000. М.: ГУГК. 6 листов. (Совместно с С. А. Грибовой, В. В. Липатовой, Т. К. Юрковской).
- 1989. Геоботаническое районирование Нечерноземья европейской части РСФСР. Л.: Наука. 64 с. (Совместно с В. Д. Александровой, С. А. Грибовой, Н. И. Непомилуевой, С. А. Овесновым, И. И. Паянской-Гвоздевой, Т. К. Юрковской).
- 1990. Растительность СССР. Карта для высших учебных заведений. М. 1 : 4 000 000. М.: ГУГК. 4 листа. (Совместно с А. В. Беловым, И. И. Букс, С. А. Грибовой, Н. М. Калиберновой, З. В. Карамышевой, Г. Д. Катениной, Г. М. Ладыгиной, В. В. Липатовой, Н. П. Литвиновой, Н. И. Никольской, Е. И. Рачковской, И. Н. Сафроновой, В. Н. Храмцовым, Т. К. Юрковской, И. С. Ильиной, Ю. С. Прозоровым).
- 1992. Картирование растительности в съемочных масштабах. Пекин. 156 с. (Совместно с С. А. Грибовой). (На кит. яз.).
- 1996. Карта восстановленной растительности стран Центральной и Восточной Европы. М. 1 : 2 500 000 / Под ред. С. А. Грибовой и Р. Нейхейсла. СПб. 6 листов. (Совместно с коллективом авторов).
- Map of reconstructed vegetation of Central and Eastern Europe. 1 : 2 500 000 s. / Ed. by S. A. Gribova, R. Neuhausl. St. Petersburg. 6 sheets. (With groupe of authors).
- 2000. Karte der natürlichen Vegetation Europas. Maßstab 1 : 2 500 000. Legende. Bundesamt für Naturschutz. Bonn; Bad Godesberg.

## Семья
Муж — Анатолий Григорьевич Исаченко
Дочь — Елена Анатольевна Волкова (Исаченко)
Сын — Григорий Анатольевич Исаченко